# Nationaal park Dovre
Het nationaal park Dovre (Noors: Dovre nasjonalpark) is een nationaal park in de provincie Innlandet in Noorwegen.
Het werd opgericht in 2003. Het park heeft een oppervlakte van 289 km² en de hoogte varieert van circa 1000 tot 1716 meter.
Het park ligt tussen twee andere nationale parken: Rondane in het zuidoosten en Dovrefjell-Sunndalsfjella in het noorden. Omliggende plaatsen zijn Dovre en Dombås. Langs het park loopt de E6.
In het park zijn onder andere wilde Fennoscandinavische rendieren van Beringia oorsprong. Ook leeft er een kolonie muskusossen. De dieren werden geïmporteerd in de jaren veertig van de twintigste eeuw.
Het hoogste punt is de 1716 meter Fokstuguhøin.